# Huang Fengtao
Dans ce nom chinois, le nom de famille, Huang, précède le nom personnel.
Huang Fengtao né le 17 juin 1985 à Shanwei (Chine) est un footballeur chinois.

## Statistiques détaillées
| Saison | Club                 | Division             | Pays  | Championnat        |
| ------ | -------------------- | -------------------- | ----- | ------------------ |
| 2003   | Shenzhen Jianlibao   | Chinese Jia-A League | Chine | 11 matchs / 1 but  |
| 2004   | Shenzhen Jianlibao   | Chinese Super League | Chine | 0 matchs / 0 but   |
| 2005   | Shenzhen Jianlibao   | Chinese Super League | Chine | 13 matchs / 2 buts |
| 2006   | Shenzhen Kingway     | Chinese Super League | Chine | 22 matchs / 1 but  |
| 2007   | Shenzhen Shanqingyin | Chinese Super League | Chine | 15 matchs / 0 but  |
| 2008   | Shenzhen Shanqingyin | Chinese Super League | Chine | 14 matchs / 0 but  |
| 2009   | Shenzhen Asia Travel | Chinese Super League | Chine | 21 matchs / 7 buts |
| 2010   | Shenzhen Ruby        | Chinese Super League | Chine | 12 matchs / 0 but  |

## Palmarès

### En club
- Avec Shenzhen :
  - Champion de Chinese Super League : 2004